# Павел Гюлле
Павел Марек Гюлле (інші варіанти написання Хілле, Хюлле; пол. Paweł Marek Huelle, 10 вересня 1957, Гданськ — 27 листопада 2023) — польський письменник, журналіст, сценарист.

## Життєпис
Павел Гюлле закінчив факультет польської філології у Гданському університеті. У серпні 1980 року він був одним із ініціаторів заклику про створення незалежної студентської організації.
Його прийняли на роботу в Незалежну самоврядну професійну спілку «Солідарність», а також він був членом редакції «Głosu Wolnego», який видавали в час І Національного з'їзду делегатів зв'язку. Після впровадження воєнного стану він співпрацював із «Самвидавом».
Павел Гюлле викладав філософію у Гданській медичній академії. В 1994–1999 роках був директором Польського телебачення в Гданську.
Свою творчість письменник найчастіше присвячує своєму рідному місту Гданськ. Дебютний роман «Вайзер Давідек» (опублікований 1987) отримав широке міжнародне визнання, перекладений багатьма мовами, а у 2000 році був екранізований Войцехом Марчевським під назвою «Вайзер».
Зараз він є членом польського «ПЕН-клубу» і навіть обійняв обов'язки заступника голови цієї організації.
У 2008 році за роман «Тайна вечеря» Павла Хілле було номіновано до літературної нагороди «Ніке», а у 2001 році за книгу «Мерседес-бенц». Завдяки роману «Із листів Грабалу» був лауреатом премії Паспорт Політики.
У 2012 році президент Броніслав Коморовський нагородив його Офіцерським Хрестом Ордену Відродження Польщі. У 2010 році Павел Гюлле був членом комітету підтримки Броніслава Коморовського, у зв'язку з передчасними виборами президента.
Він один із найяскравіших художніх літописців рідного міста, який стоїть поряд із такими особами як Гюнтер Грасс та Стефан Хвін.
Одружений із художницею Ідою Лотоцькою-Гюлле.

## Творчість
Павел Гюлле є автором таких книг:
| Рік видання | Переклад назви                   | Оригінальна назва                  |
| ----------- | -------------------------------- | ---------------------------------- |
| 1987        | Вайзер Давідек                   | Weiser Dawidek                     |
| 1991        | Оповідання на час переїзду       | Opowiadania na czas przeprowadzki  |
| 1994        | Вірші                            | Wiersze                            |
| 1996        | Перше кохання та інші оповідання | Pierwsza miłość i inne opowiadania |
| 2001        | Мерседес-бенц. Із листів Грабалу | Mercedes-Benz. Z listów do Hrabala |
| 2002        | Я був самотній і щасливий        | Byłem samotny i szczęśliwy         |
| 2004        | Касторп                          | Castorp                            |
| 2007        | Тайна вечеря                     | Ostatnia Wieczerza                 |
| 2008        | Оповідання холодного моря        | Opowieści chłodnego morza          |
| 2014        | Співай сади                      | Śpiewaj ogrody                     |

Павел Гюлле також є співавтором сценаріїв до деяких фільмів.
За мотивами його творчості неодноразово ставилися спектаклі: в Театрі телебачення «Стіл» (2000) та «Срібний дощ» (2000), а також «Купальня Острув» в Театрі імені Юліуша Остерви в Любліні. У 2000 році Войцех Марчевський зняв фільм «Вайзер» на основі роману письменника.

## Твори українською
- «Тотальний футбол». Жадан Сергій, Сняданко Наталка, Ушкалов Сашко, Положій Євген, Марек Беньчик, Гюлле Павел, Ґерке Наташа, Пйотр Семйон. Переклад з польської Богдана та Дзвінка Матіяш, Ст. 216[7]

- «Мерседес-Бенц. Із багажником. Пер.з пол. |title=Андрівська Лариса|Cite web |url=https://anetta-publishers.com/books/106/%7Caccessdate=2019 |ISBN: 9786177654215